# Crachoir

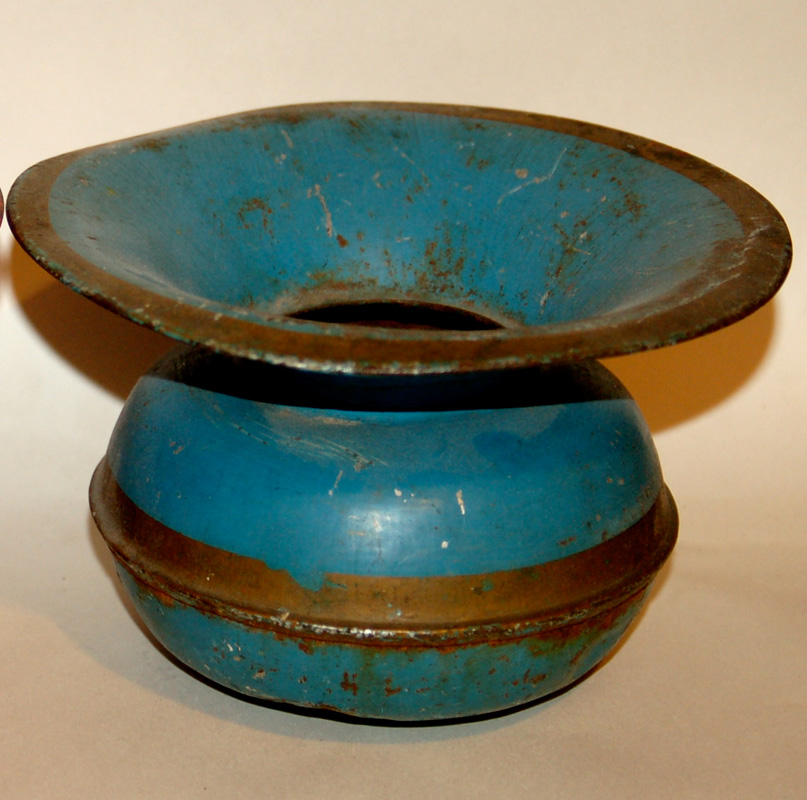
Crachoir en tôle peinte avec une collerette du début du XXe siècle.

Un crachoir ou bassin à cracher est un récipient en général circulaire ou ovale, placé dans une demeure ou dans un édifice public, et utilisé pour recevoir les crachats. D'abord en bois ou en tôle, il est devenu le plus souvent en métal, laiton ou céramique, pouvant être rempli de sable, de cendre, ou de sciure de bois. À fond plat ou sur un pied très bas, couvert ou non, il peut comporter une ou deux anses ou encore un manche creux fermé par un bouchon et servant d'orifice d'évacuation.

## Histoire

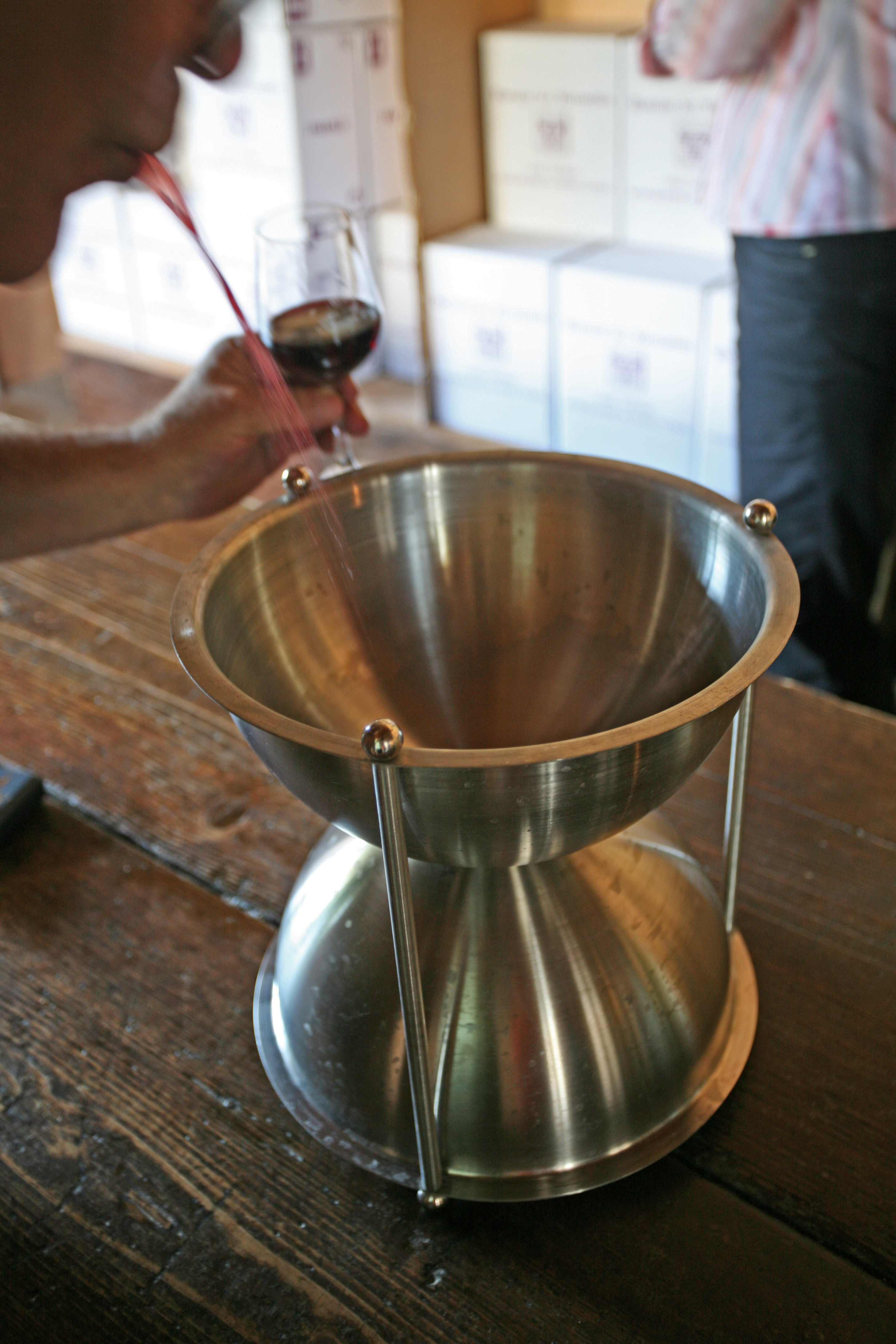
Vin recraché après sa dégustation, dans un crachoir en inox

Le mot apparaît pour la première fois en 1546 lorsque le médecin attaché à la cour du roi François Ier met à la disposition des gentilshommes une petite boîte placée sur leur table de nuit pour soulager leurs bronches. Ce crachoir se retrouve dans les inventaires après décès uniquement des aristocrates. Il sert également de poubelle de table dans laquelle petits os et pelures de fruits sont jetés.
L'usage du crachoir se popularise à partir de 1882 lorsque Robert Koch isole le bacille de la tuberculose et constate que le crachoir regorge de ces bacilles. Alors qu'il était fréquent de cracher par terre, facilitant ainsi la propagation de fléaux comme la tuberculose, le crachoir devient à la fin du XIXe siècle un objet de santé publique qui est couramment placé dans les bureaux, les saloons (crachoirs au sol), dans les bistrots (crachoir de comptoir), etc.
Après l'épidémie de grippe espagnole de 1918, l'hygiène et le savoir-vivre condamnent l'utilisation de crachoirs publics et son usage décline rapidement. Ce déclin est également favorisé par l'usage du tabac à fumer (cigarette, pipe) qui est alors considéré comme plus hygiénique, car il ne fait pas cracher contrairement au tabac à mâcher et à chiquer. De même aux États-Unis, la gomme à mâcher inventée par Thomas Adams en 1872 (appelée chewing-gum en Europe francophone) remplace progressivement le tabac à mâcher parmi de nombreux jeunes.
Il existe aussi des crachoirs de poche, appelés aussi crachoirs portatifs, en forme de tube en métal avec couvercle ou de petite bouteille à 2 ouvertures, utilisés par certains tuberculeux (notamment dans les sanatoriums) ou des médecins pour analyser les expectorations (consistance, couleur). Des « crachoirs de malade », généralement en faïence, ont également servi pour les blessés de la Première Guerre mondiale.
Le crachoir est encore utilisé chez les dentistes (crachoir fontaine).
Lors de la dégustation du vin, celui-ci est recraché dans un crachoir. Il en existe en inox, en plastique, ou encore en bois ou porcelaine, intégrés à la table ou au bar. On les retrouve dans les caveaux de dégustation où ils sont utilisés par les clients, ou encore les concours des vins et les dégustations commerciales, où ils sont utilisés par les professionnels, œnologues, journalistes, etc.
Au XXIe siècle, sa version moderne est un sachet en plastique avec un tampon absorbant. 

### Crachoir dans la société chinoise

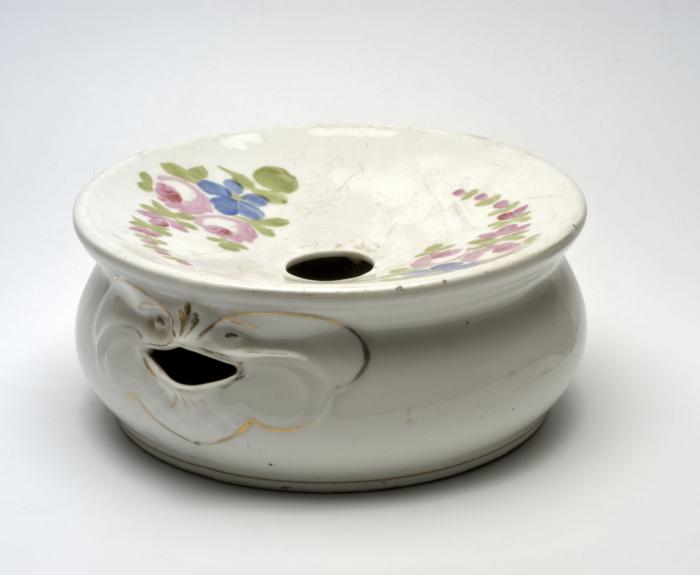
Crachoir en porcelaine à décor, avec un trou au centre du couvercle en forme de large entonnoir et une ouverture latérale pour le vider

En Chine pendant la dynastie Qing, un crachoir d'or reposait parmi de nombreux autres objets exposés au pied de l'empereur lors des principales cérémonies.
Après que la Chine devint un État communiste en 1949, le crachoir devint beaucoup plus populaire : l'on place des crachoirs dans tous les lieux publics et imaginables, ils étaient également fréquents dans les foyers. Il s'agissait ici encore d'une mesure d'hygiène, puis qu'il était fréquent jusqu'alors de cracher par terre. Le crachoir en Chine était habituellement en porcelaine blanche, son extérieur était parfois orné de décorations traditionnelles chinoises.
Les officiels chinois utilisèrent même des crachoirs lors de réunions officielles ; c'était plus particulièrement le cas avec Deng Xiaoping. Ce fut la source de moqueries dans la presse internationale[réf. nécessaire]. La Chine décida alors de supprimer les crachoirs des lieux publics à partir de la fin des années 1980[réf. nécessaire].

## Galerie de photographies

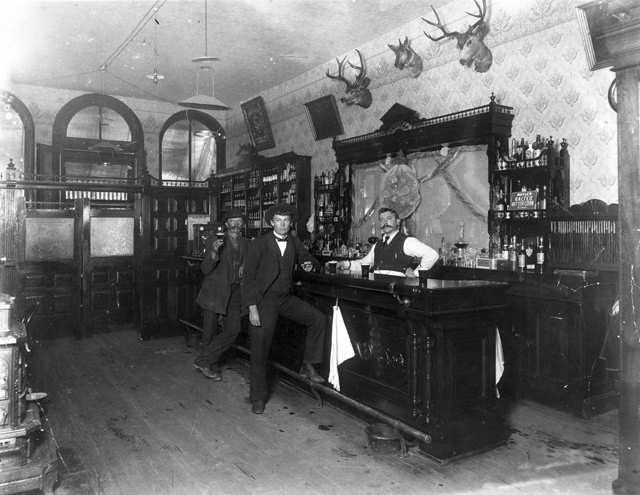
Crachoir au sol dans un saloon
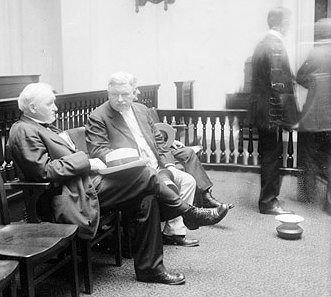
... dans une salle d'audience
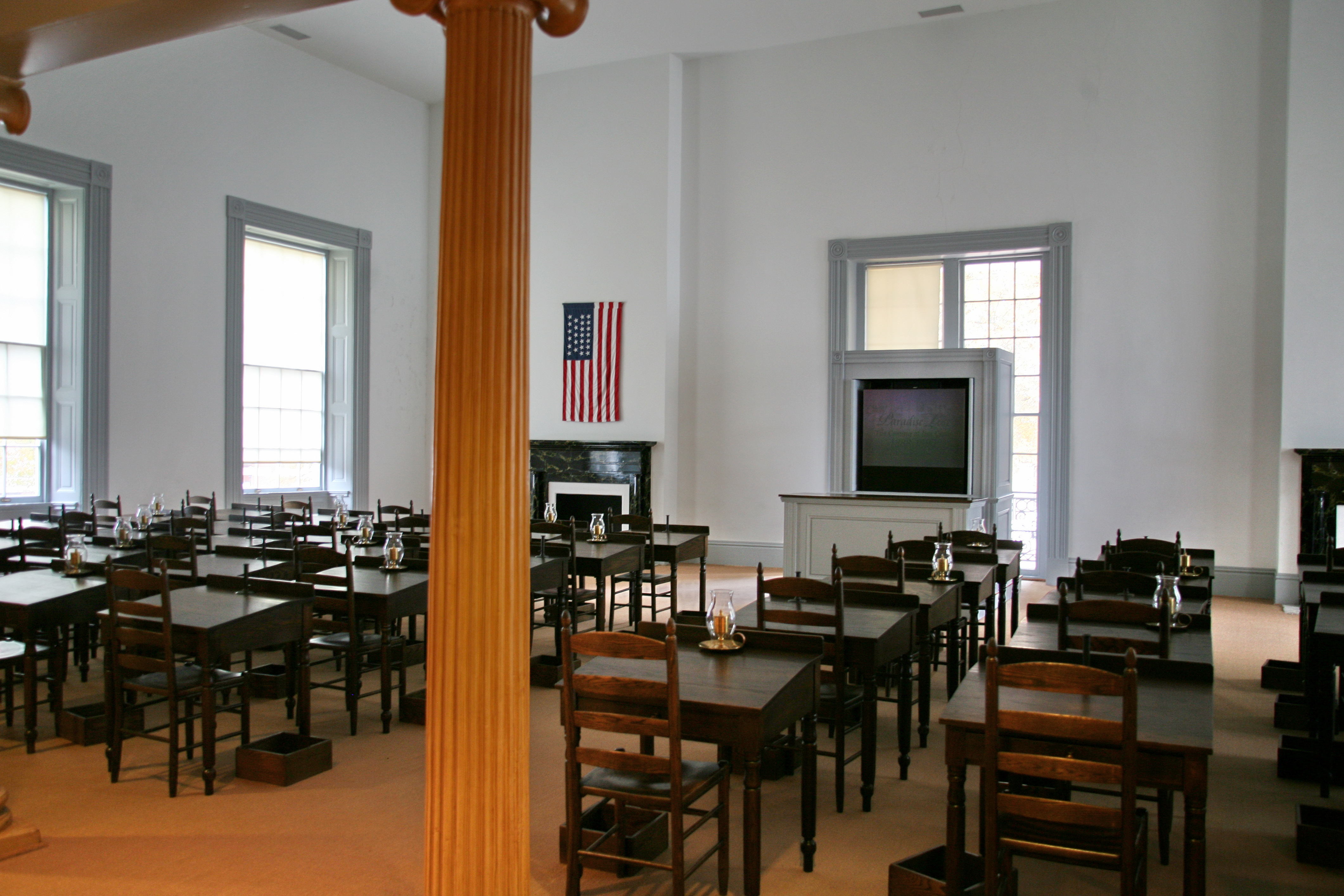
... dans un Parlement : caisse rectangulaire

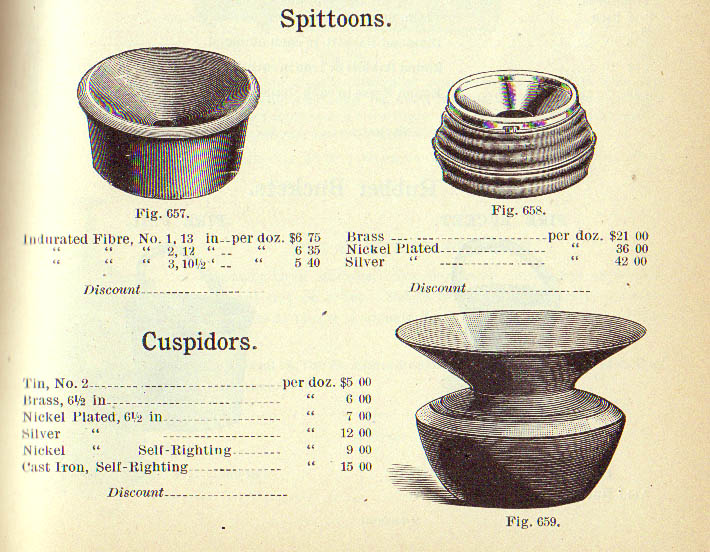
Catalogue de crachoirs
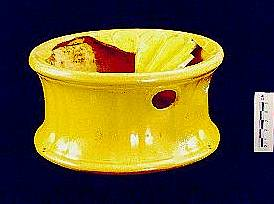
Crachoir du XIXe siècle à bords droits
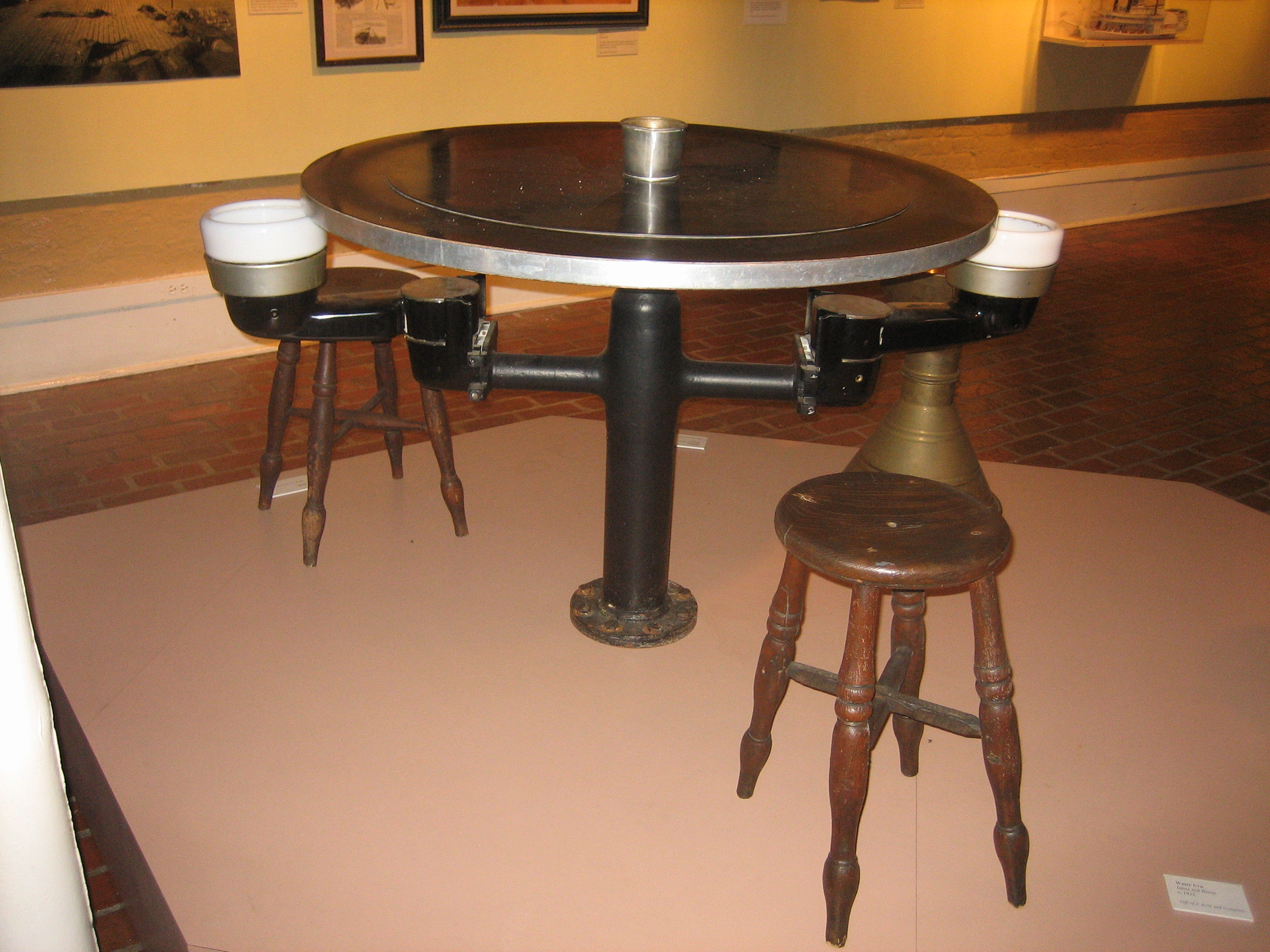
Crachoirs intégrés à la table pour dégustateurs de thé
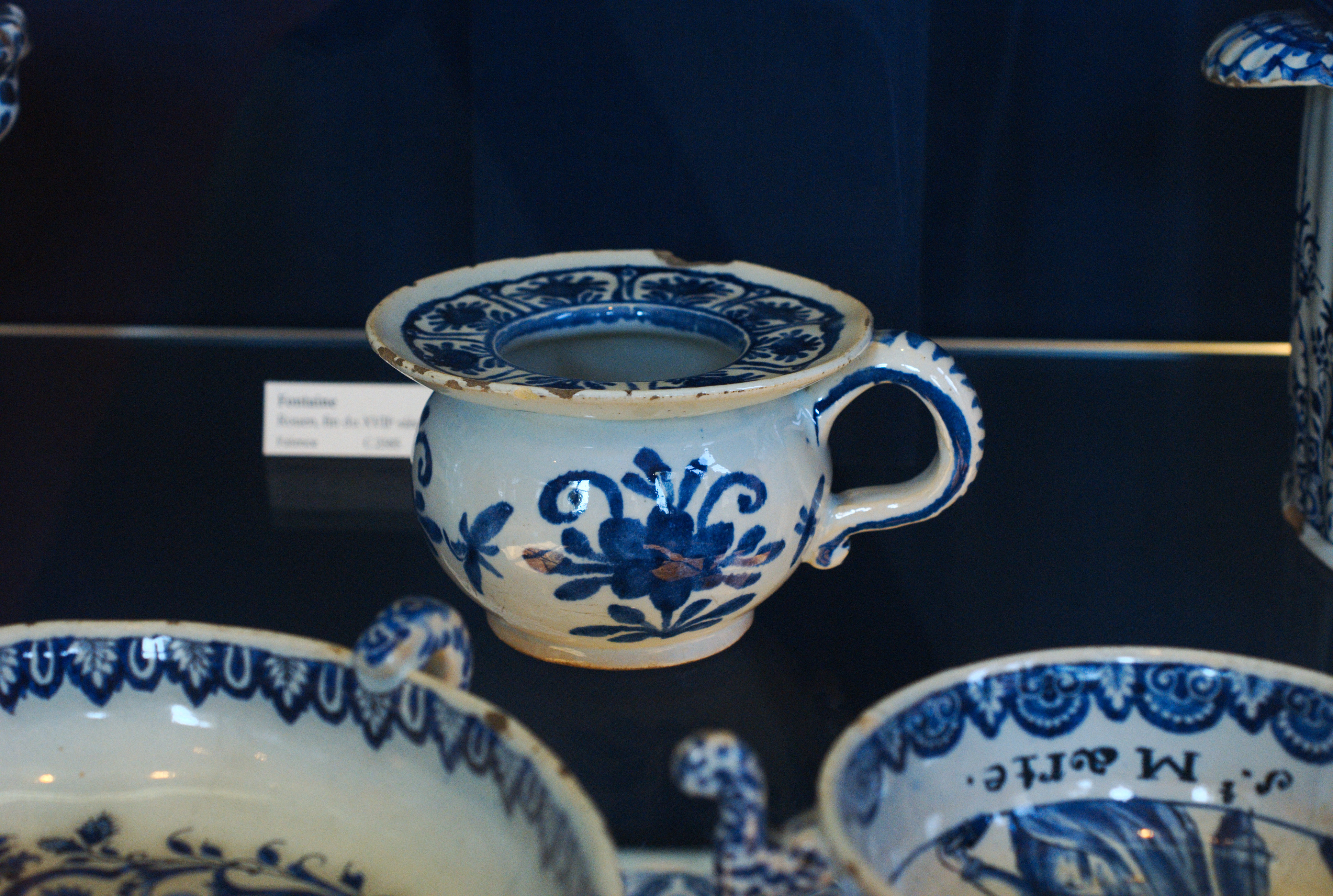
Crachoir du XVIIIe en faïence avec une anse